# 一ノ瀬康子
一ノ瀬 康子（いちのせ やすこ、1959年6月11日 - ）は、日本の元女優。芸能事務所研音に所属していた。
本名は初又 康子。

## 人物・略歴
神奈川県横浜市出身。私立関東学院中学校では陸上部で活躍。同高校ではフォークソング部でボーカルとして活躍。占い師に診てもらったところ、その卦が「大器晩成型の女優」だったということで、女優を目指すことになり芸能界入り。芸能活動と共に堀越高等学校芸能コースに編入。
堀越高等学校（昭和53年/第29回卒業生）在学時代の同級生に榊原郁恵、荒木由美子、伊藤咲子、大場久美子、片平なぎさ、北村優子、林寛子、村地弘美、山本百合子、浦部雅美、三谷晃代、草川祐馬、小林覚（囲碁棋士）がいる。

## 出演作品

### 映画
- 獄門島（1977年、東宝） - 鬼頭花子 役
- きらめきの季節（1980年、松竹） - 主演・鮎沢久美子 役

### テレビドラマ
- 連続テレビ小説（NHK総合）
  - 雲のじゅうたん（1976年）
  - いちばん星（1977年）
- 気まぐれ本格派（1977年 - 1978年、NTV / ユニオン映画） - 山本鳩子 役
- ナッキーはつむじ風（1978年 - 1980年、TBS） - 山辺京子 役
- 花よめは16歳（1979年 - 1980年、ANB / 東映） - 早崎由香（水泳部エース） 役
- あさひが丘の大統領 第26話「生徒の親の再婚問題!」（1980年、NTV / ユニオン映画）
- 猿飛佐助 第11話「甲賀忍法 風神火傘」（1980年、NTV） - あやめ 役
- 土曜ワイド劇場「濡れた心〜レズビアン殺人事件〜」（1981年4月18日、ANB） - 御厨典子 役
- 大江戸捜査網 （12ch / 三船プロ）
  - 第494話「海鳴りの里に泣く遊女 越後」（1981年）
  - 第500話「涙で嫁ぐ盗賊の娘」（1981年） - おえい 役
  - 第539話「女郎花流転 禁断の白い罠」（1982年）
- はらぺこ同志（1982年、TBS） - 若林悦子 役
- 噂の刑事トミーとマツ 第2シリーズ 第10話「マツ気絶! 巨大クレーン対ターザントミー」（1982年、TBS / 大映テレビ） - 三田村愛子 役
- 西部警察（ANB / 石原プロ）
  - 西部警察 第120話「消えた白バイ隊の謎」（1982年）
  - 西部警察 PART-II 第38話「決戦! 地獄の要塞 -名古屋編-」（1983年） - 清水陽子 役
- ザ・ハングマン（ABC / 松竹芸能）
  - ザ・ハングマンII 第5話「結婚殺人の甘い汁」（1982年7月2日） - 新倉義子 役
  - 新ハングマン 第11話「娘の真珠を奪ったハレンチ官僚」（1983年10月14日） - 相沢京子 役
- 花王愛の劇場 夫婦（1982年、TBS / 国際放映） - 田代弘子 役
- 右門捕物帖 第2話「同心は悲しみを越えて」（1982年、NTV / ユニオン映画）
- 遠山の金さん 第75話「小悪魔のような仮面の女」（1983年11月17日、ANB / 東映） - おちか / お光 役（2役）
- 京都マル秘指令 ザ新選組 第12話「脅迫(12) 女子マラソンを猛獣が襲うぞ!」（1984年、ABC / 松竹）
- あいつと俺 第9話「かもめのように翔んだ -別府-」（1984年、TX / 勝プロ） ※1980年製作

### ラジオ
- 日産ディーゼル ミュージック・ロード 夜はまだまだ （ラジオ関西）- 1983年4月から、月～土深夜2:00～3:00、水曜深夜・木曜深夜　川上涼子と2人でのパーソナリティ